# ルー・ルイス
ルー・ルイス (Lew Lewis、1955年  - 2021年4月18日) は、リトル・ウォルターに影響を受けたハーモニカ奏者、歌手。エディー・アンド・ザ・ホットロッズのメンバーとして活動した後、自身のバンドを率いた。ストラングラーズ、クラッシュなどのアルバムにゲスト参加した。